# 2-й всероссийский чемпионат по тяжёлой атлетике
2-й всероссийский чемпионат по тяжёлой атлетике прошёл 16—30 апреля 1898 года в Санкт-Петербурге в манеже Г. Рибопьера. В соревнованиях приняли участие пять спортсменов из трёх городов. Атлеты соревновались без разделения на весовые категории. В программе было три упражнения, каждое из которых спортсмены выполняли левой рукой, правой и двумя руками. Победитель определялся по сумме мест во всех дисциплинах. В рамках чемпионата прошли также соревнованиях по французской борьбе, прыжкам в высоту и гимнастике.
| Место | Участник          | Город  | Рывок (кг) | Рывок (кг) | Рывок (кг) | Толчок (кг) | Толчок (кг) | Толчок (кг) | Жим (кг) | Жим (кг) | Жим (кг) |
| ----- | ----------------- | ------ | ---------- | ---------- | ---------- | ----------- | ----------- | ----------- | -------- | -------- | -------- |
| Место | Участник          | Город  | левой      | правой     | двумя      | левой       | правой      | двумя       | левой    | правой   | двумя    |
| 1     | Георг Гаккеншмидт | Ревель | 78,4       | 82,3       | 113,8      | 93,1        | 104         | 142,9       | 94,3     | 121,6    | 117,5    |
| 2     | Сергей Елисеев    | Уфа    | 76,8       | 73,3       | 110,7      | 93,1        | 85,9        | 135,1       | 49,1     | 86,1     | 114,6    |
| 3     | Ольгерд Эдельман  | Рига   | 67,5       | 73,7       | 81,9       | 73,7        | 73,7        | 105,5       | 65,5     | 65,5     | 94,1     |

Результат Гаккеншмидта в жиме правой (121,6 кг) был признан мировым рекордом. Гвидо Мейер показал в жиме двумя руками 122,8 кг — результат, признанный рекордом России. Самым тяжёлым участником стал представитель Санкт-Петербурга Тимофей Липанин, занявший 4-е место — 140 кг.